# Саммерфорд
Саммерфорд (англ. Summerford) — містечко в Канаді, у провінції Ньюфаундленд і Лабрадор.

## Населення
За даними перепису 2016 року, містечко нараховувало 906 осіб, показавши зростання на 6,2%, порівняно з 2011-м роком. Середня густина населення становила 56,4 осіб/км².
З офіційних мов обидвома одночасно володіли 5 жителів, тільки англійською — 895. Усього 5 осіб вважали рідною мовою не одну з офіційних.
Працездатне населення становило 51,5% усього населення, рівень безробіття — 31% (39,1% серед чоловіків та 23,7% серед жінок). 91,7% осіб були найманими працівниками, а 4,8% — самозайнятими.
Середній дохід на особу становив $33 469 (медіана $21 589), при цьому для чоловіків — $43 371, а для жінок $23 760 (медіани — $30 976 та $19 360 відповідно).
23,9% мешканців мали закінчену шкільну освіту, не мали закінченої шкільної освіти — 46%, 30,1% мали післяшкільну освіту, з яких 24,5% мали диплом бакалавра, або вищий.
| Статево-вікова структура населення | Статево-вікова структура населення | Статево-вікова структура населення | Статево-вікова структура населення | Статево-вікова структура населення |
| ---------------------------------- | ---------------------------------- | ---------------------------------- | ---------------------------------- | ---------------------------------- |
|                                    |                                    |                                    |                                    |                                    |
| Всього                             | Всього                             | 49,2%50,8%                         |                                    |                                    |
| 0 — 14 років                       | 0 — 14 років                       |                                    | 11,6%                              | 11,6%                              |
| 15 — 64 років                      | 15 — 64 років                      |                                    | 64,6%                              | 64,6%                              |
| 65 і більше                        | 65 і більше                        |                                    | 23,8%                              | 23,8%                              |
| 85 і більше                        | 85 і більше                        |                                    | 1,7%                               | 1,7%                               |
| Середній вік (років)               | Середній вік (років)               | 46,847,7                           | 47,3                               | 47,3                               |
| Медіана (років)                    | Медіана (років)                    | 49,351,3                           | 50,0                               | 50,0                               |
| — чоловіки — жінки                 |                                    |                                    |                                    |                                    |

| Походження мешканців:     | Походження мешканців:     | Походження мешканців: | Походження мешканців: | Походження мешканців: |
| ------------------------- | ------------------------- | --------------------- | --------------------- | --------------------- |
| Походження                |                           |                       | осіб                  | %                     |
| Корінні американці        | Корінні американці        |                       | 30                    | 3.33%                 |
| Інше північноамериканське | Інше північноамериканське |                       | 650                   | 72.22%                |
| Європейське               | Європейське               |                       | 365                   | 40.56%                |
| британське                | британське                |                       | 360                   | 40%                   |
| французьке                | французьке                |                       | 10                    | 1.11%                 |

| Зайнятість населення за галузями (за класифікацією NOC): | Зайнятість населення за галузями (за класифікацією NOC): | Зайнятість населення за галузями (за класифікацією NOC): | Зайнятість населення за галузями (за класифікацією NOC): | Зайнятість населення за галузями (за класифікацією NOC): |
| -------------------------------------------------------- | -------------------------------------------------------- | -------------------------------------------------------- | -------------------------------------------------------- | -------------------------------------------------------- |
|                                                          |                                                          |                                                          |                                                          |                                                          |
| Управління                                               | Управління                                               |                                                          | 2,5%                                                     | 2,5%                                                     |
| Бізнес, фінанси та адміністрування                       | Бізнес, фінанси та адміністрування                       |                                                          | 6,2%                                                     | 6,2%                                                     |
| Природничі та прикладні науки                            | Природничі та прикладні науки                            |                                                          | 2,5%                                                     | 2,5%                                                     |
| Освіта, правозахист, муніципальні та урядові служби      | Освіта, правозахист, муніципальні та урядові служби      |                                                          | 14,8%                                                    | 14,8%                                                    |
| Роздрібна торгівля та послуги                            | Роздрібна торгівля та послуги                            |                                                          | 14,8%                                                    | 14,8%                                                    |
| Гуртова торгівля, транспорт та обладнання                | Гуртова торгівля, транспорт та обладнання                |                                                          | 37%                                                      | 37%                                                      |
| Природні ресурси, сільське господарство                  | Природні ресурси, сільське господарство                  |                                                          | 18,5%                                                    | 18,5%                                                    |
| Виробництво                                              | Виробництво                                              |                                                          | 4,9%                                                     | 4,9%                                                     |

## Клімат
Середня річна температура становить 3,9°C, середня максимальна – 19,4°C, а середня мінімальна – -13°C. Середня річна кількість опадів – 1 077 мм.
| Клімат поселення                              | Клімат поселення | Клімат поселення | Клімат поселення | Клімат поселення | Клімат поселення | Клімат поселення | Клімат поселення | Клімат поселення | Клімат поселення | Клімат поселення | Клімат поселення | Клімат поселення | Клімат поселення |
| Показник                                      | Січ.             | Лют.             | Бер.             | Квіт.            | Трав.            | Черв.            | Лип.             | Серп.            | Вер.             | Жовт.            | Лист.            | Груд.            |                  |
| Середній максимум, °C                         | −2,08            | −2,44            | 1,37             | 6,75             | 11,66            | 16,44            | 19,43            | 19,04            | 14,88            | 9,61             | 4,89             | −0,6             |                  |
| Середня температура, °C                       | −7,33            | −7,71            | −3,88            | 1,48             | 6,41             | 11,19            | 16,08            | 15,68            | 11,54            | 6,24             | 1,54             | −3,95            |                  |
| Середній мінімум, °C                          | −12,59           | −12,97           | −9,14            | −3,76            | 1,14             | 5,93             | 12,73            | 12,35            | 8,18             | 2,90             | −1,81            | −7,28            |                  |
| Норма опадів, мм                              | 91               | 84               | 85               | 76               | 79               | 85               | 84               | 103              | 100              | 101              | 97               | 92               |                  |
| Середньомісячна швидкість вітру, м/с          | 6.59             | 6.21             | 6.07             | 5.69             | 5.20             | 4.98             | 4.60             | 4.76             | 5.28             | 5.80             | 6.34             | 6.70             |                  |
| Середньомісячна сонячна радіація, кДж/м²·день | 3515             | 6448             | 10595            | 14313            | 17324            | 19052            | 18851            | 15732            | 11521            | 6768             | 3764             | 2693             |                  |
| --------------------------------------------- | ---------------- | ---------------- | ---------------- | ---------------- | ---------------- | ---------------- | ---------------- | ---------------- | ---------------- | ---------------- | ---------------- | ---------------- | ---------------- |
| Джерело:                                      |                  |                  |                  |                  |                  |                  |                  |                  |                  |                  |                  |                  |                  |